# ミハイル・ルディ
ミハイル・ルディ（Mikhail Rudy 1953年 -）はフランス国籍のピアニスト。
旧ソ連、ウズベキスタンのタシケントに生まれ、15歳でモスクワ音楽院に入学し、ヤコフ・フリエールに師事。その後フランスに渡り、1975年ロン＝ティボー国際コンクールに優勝。卓越した技巧で知られ、マリス・ヤンソンス指揮レニングラード・フィルハーモニー管弦楽団との協演で名を上げた。特にチャイコフスキーのピアノ協奏曲第1番とラフマニノフのピアノ協奏曲第2番のカップリングはADFディスク大賞を獲得、またスクリャービンの後期ピアノ曲集（作品番号62から74）ではACCディスク大賞を獲得している。1977年、マルク・シャガールの90歳の誕生日を祝うコンサートにおいて、ベートーヴェンの三重協奏曲をムスティスラフ・ロストロポーヴィチ、アイザック・スターンと合奏した。またウクライナ生まれで現在は北欧で活躍するジャズ・ピアニストのミッシャ・アルペリンとの協演も話題になった。